# Jacques-François Abbadie
Pour les articles homonymes, voir Abbadie.
Jacques-François Abbadie est un magistrat et historien français né le 24 novembre 1838 à Tarbes (Hautes-Pyrénées) et mort le 27 février 1913 à Dax (Landes). Il est le troisième président de la société de Borda.

## Biographie
Jacques-François Abbadie naît le 24 novembre 1838 à Tarbes. Il obtient une licence de droit à Toulouse en 1862, et devient procureur de la République à Dax. Il démissionne en 1880 suit au décret sur les congrégations religieuses, et se consacre aux études historiques.
Il est archiviste de la société de Borda puis président  de 1900 à sa mort. Il est également membre de la société des archives historiques de la Gascogne et de l'Académie nationale des sciences, belles-lettres et arts de Bordeaux.

## Œuvres[3]
- 1862 : Des privilèges et des hypothèques
- 1877 : Episode des guerres de religion en Chalosse, Incendie du monastère de Divielle, d'après un document inédit
- 1880 : L'Île des Faisans et la paix des Pyrénées
- 1881 : Procès-verbaux de l'assemblée des trois ordres de la sénéchaussée des Lannes (1789)
- 1885 : Note sur les fouilles de deux tumulus du plateau de Lannemezan
- 1890 : Lettres d'un cadet de Gascogne sous Louis XIV : François de Sarraméa, capitaine au régiment de Languedoc [lire en ligne][a]
- 1898 : Histoire de la commune de Dax
- 1900 : Institutions municipales et mœurs dacquoises au Moyen Âge

- 1902 : Le Livre noir et les établissements de Dax[b]
- 1902 : Programme d'une fête scolaire au collège de Dax au Xviiie siècle
- Dans le Bulletin de la Société de Borda :
  - « Épisode des Guerres de religion en Chalosse : incendie du monastère de Divielle », Bulletin de la Société de Borda,‎ 1877, p. 211-220 (lire en ligne).